# Earl of Bellomont

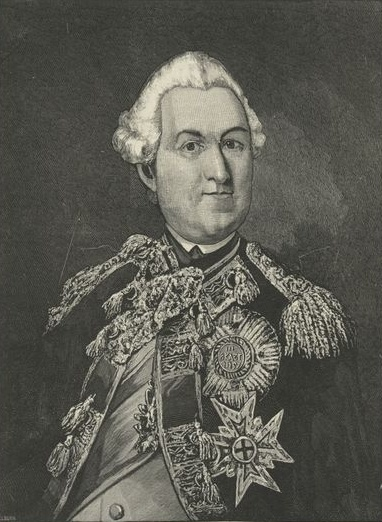
Richard Coote, 1. Earl of Bellomont

Earl of Bellomont (bzw. Bellamont) war ein erblicher britischer Adelstitel, der dreimal in der Peerage of Ireland geschaffen wurde.

## Verleihungen und nachgeordnete Titel
Der Titel wurde am 9. Dezember 1680 für Charles Kirkhoven, 1. Baron Wotton, geschaffen. Er stammte aus einer niederländischen Familie und war Höfling im Haushalt der Princess Royal Mary Henrietta von Oranien-Nassau. Am 31. August 1650 war ihm bereits, in der Peerage of England der Titel Baron Wotton, of Wotton in the County of Kent verliehen worden. Da er kinderlos blieb, erloschen beide Titel bei seinem Tod am 5. Januar 1683.
In zweiter Verleihung wurde der Titel am 2. November 1689 für den ehemaligen Unterhausabgeordneten und späteren Gouverneur der Provinz New York Richard Coote, 2. Baron Coote of Coloony, geschaffen. Er hatte 1683 von seinem Vater den Titel Baron Coote of Coloony, of Coloony in the County of Sligo, geerbt, der diesem am 6. September 1660, ebenfalls in der Peerage of Ireland, verliehen worden war. Beim kinderlosen Tod seines jüngeren Sohnes, des 3. Earls, am 10. Februar 1766 erlosch der Earlstitel. Die Baronstitel fiel an seinen Onkel zweiten Grades Charles Coote als 5. Baron.
Für ebendiesen wurde der Earlstitel in dritter Verleihung am 4. September 1767 neu geschaffen. Abweichend zu den Earlstiteln der ersten und zweiten Verleihung wurde der Titel diesmal in der Verleihungsurkunde Earl of Bellamont geschrieben. Als er am 20. Oktober 1800 ohne legitime Erben starb, erloschen beide Titel.

## Liste der Earls of Bellomont und Barone Coote of Coloony

### Earls of Bellomont, erste Verleihung (1680)
- Charles Kirkhoven, 1. Earl of Bellomont († 1683)

### Barone Coote of Coloony (1660)
- Richard Coote, 1. Baron Coote of Coloony (1620–1683)
- Richard Coote, 2. Baron Coote of Coloony (1636–1701) (1689 zum Earl of Bellomont erhoben)

### Earls of Bellomont, zweite Verleihung (1689)
- Richard Coote, 1. Earl of Bellomont (1636–1701)
- Nanfan Coote, 2. Earl of Bellomont (1681–1708)
- Richard Coote, 3. Earl of Bellomont (1682–1766)

### Barone Coote of Coloony (1660; Fortsetzung)
- Charles Coote, 5. Baron Coote of Coloony (1738–1800) (1676 zum Earl of Bellamont erhoben)

### Earls of Bellamont (1767)
- Charles Coote, 1. Earl of Bellamont (1738–1800)